# Jennifer Higdon
Pour les articles homonymes, voir Higdon.
Jennifer Higdon, née le 31 décembre 1962 dans le quartier de Brooklyn à New York, est une compositrice de musique classique américaine.

## Biographie
Jennifer Higdon fait ses études à Atlanta avant de partir dans le Tennessee puis étudier la flûte à la Bowling Green State University dans l'Ohio où elle fait la rencontre du pianiste et chef d'orchestre Robert Spano. Elle part ensuite à l'Institut Curtis puis obtient une thèse de l'Université de Pennsylvanie sous la direction de George Crumb.
Elle obtient un poste d'enseignante à l'Institut Curtis et une résidence en tant que compositrice au Pittsburgh Symphony Orchestra.

## Prix et distinctions
Elle est récompensée par le prix Pulitzer de musique en 2010 et le Prix Nemmers en composition musicale en 2018.

## Œuvres

### Musique de chambre

#### En duo
- 1990 : Sonate pour alto et piano
- Sonate pour saxophone alto
- Sonate pour violon et piano
- 2006 : String Poetic pour violon et piano

1. Jagged Climb
2. Nocturne
3. Blue Hills of Mist
4. Maze Mechanical
5. Climb Jagged

#### En trio
- 1988 : Trio à cordes
- 2002 : Notes on love, pour soprano, flûte et piano
- 2003 :  Trio avec piano

#### En quatuor
- 1997 : Sky Quartet, pour quatuor à cordes
- Autumn's cricket, pour quatuor à cordes
- 1993 : Voices, pour quatuor à cordes
- 2001 : Dark Wood, pour basson, violon, violoncelle et piano
- 2003 : Impressions, pour quatuor à cordes

#### Autres
- 1999 : Soliloquy, pour cor anglais et cordes (2 violons, alto, violoncelle et contrebasse)
- 2006 : Splendid Wood pour ensemble de marimba

### Orchestre
- 1999 : Blue cathedral, pour orchestre
- Rainbow Body, d'après un texte de Christopher Theofanidis
- 2002 : Concerto pour orchestre, en cinq mouvements ; commande de l'Orchestre de Philadelphie et Wolfgang Sawallisch.
- 2002 : City Scape, pour orchestre

1. SkyLine
2. River Sings a Song to Trees
3. Peachtree Street

- 2011 : All Things Majestic
- 2023 : Aspire

### Concertos
- 2005 :  Concerto pour hautbois et orchestre
- 2008 : 
  - Percussion Concerto
  - Concerto 4-3
- Concerto pour piano et orchestre
- The Singing Rooms, pour violon solo, chœur à quatre voix et orchestre
- Concerto pour saxophone soprano et orchestre
- 2009 : Concerto pour violon et orchestre, dédié à Hilary Hahn — Prix Pulitzer de musique
- 2015 : Concerto pour alto et orchestre
- 2020 : Duo Duel
- 2022 : Concerto pour mandoline

### Musique chorale
- 2023 : O magnum mysterium, pour chœur et ensemble

### Opéra
- 2015 : Cold Mountain

## Discographie
- Rainbow Body : blue - Atlanta Symphony Orchestra, dir. Robert Spano (2003, Telarc CD-80596) [+ Barber et Copland]
- Concerto for Orchestra, City Scape, Atlanta Symphony Orchestra, dir. Robert Spano  (2004, Telarc SACD 60620) (OCLC 937705415)
- Piano Trio, Voices, Impressions Nicholas Kitchen, Anne Akiko Meyers, Alisa Weilerstein, Cypress String Quartet (2006 - Naxos 8.559298)
- Concerto for Orchestra, The Philadelphia Orchestra, Wolfgang Sawallisch (2007, The Philadelphia Orchestra)
- String Poetic, Jennifer Koh, violon & Reiko Ushida, piano (2007 - Cedille B0015P2FMA) [+ Harrison, Adams, Ruggles]